# Яссін Бенз'я
Яссін Бенз'я (фр. Yassine Benzia, нар. 8 вересня 1994, Сент-Обен-лез-Ельбеф) — алжирський і французький футболіст, півзахисник азербайджанського клубу «Карабах».

## Клубна кар'єра

### Ліон
Народився 8 вересня 1994 року в місті Сент-Обен-лез-Ельбеф. Вихованець футбольної школи клубу «Ліон». Дорослу футбольну кар'єру розпочав 2012 року в основній команді того ж клубу. За «Ліон» нападник дебютував 20 травня 2012 року у матчі чемпіонату Франції проти «Ніцци», замінивши на 87-й хвилині зустрічі Джиммі Бріана..
28 липня 2012 року, вийшовши замість Бафетімбі Гоміса на 66 хвилині Суперкубка Франції, Яссін допоміг команді виграти трофей, забивши свій післяматчевий пенальті і виграв і свій перший трофей.
4 жовтня 2012 року Бенз'я вперше зіграв в єврокубках — в матчі Ліги Європи проти «Хапоеля» з Кір'ят-Шмони). Форвард вийшов на заміну у другому таймі замість Рашида Геззаля
. У наступному своєму матчі на турнірі, 22 листопада, Яссін забив свій перший гол за «Ліон» у ворота празької «Спарти»
.

### Лілль
31 серпня 2015 року підписав 4-річний контракт з клубом «Лілль». Дебютував за «догів» 12 вересня у грі проти своєї колишньої команди. «Ліон» приймав «Лілль» у матчі 5 туру чемпіонату Франції, матч закінчився нічиєю (0:0), а сам Яссін відіграв 80 хвилин. Першим голом відзначився у матчі 14-го туру забивши у ворота «Труа» вже на 9 хвилині. У грі 17 туру дубль Бенз'я, у ворота «Кана», приніс виїзну перемогу «Ліллю».
Наступного сезону Фредерік Антонетті перевів Бенз'я на позицію півзахисника, переважно атакувального, але часом і опорного. Новий тренер «Лілля» Марсело Б'єлса високо оцінює гру Бенз'я та довіряє йому: в сезоні 2017/18 алжирець проводить 31 матч за команду, у деяких маючи капітанську пов'язку. Однак сам «Лілль» у тому сезоні показує погані результати, лише наприкінці сезону рятуючись від вильоту, керівництво клубу відправляє Б'єлсу в відставку, а з новим тренером Крістофом Галтьє Бенз'я має доволі напружені стосунки.
31 серпня 2018, в останній день трансферного вікна, Бенз'я переходить в оренду до «Фенербахче». Ця оренда стала несподіванкою, оскільки Бенз'я мав ігрову практику в «Ліллі» та гра команди поліпшувалася. У «Фенербахче» сезон пройшов погано: команда була в нижній частині турнірної таблиці, в Яссіна був конфлікт із головним тренером, і в підсумку його взагалі не включили до заявки на чемпіонат Туреччини на другу половину сезону.
31 серпня 2019 був відданий до оренди до грецького «Олімпіакоса».

## У збірній
2010 року дебютував у складі юнацької збірної Франції до 16 років, а вже наступного року у складі збірної до 17 років взяв участь у юнацькому чемпіонаті світу, на якому Франція дійшла до чвертьфіналу.
З 2012 по 2013 роки грав за збірну для гравців до 19 років, у складі якої взяв участь в чемпіонаті Європи 2013 року і став віце-чемпіоном континенту. Всього на юнацькому рівні за усі збірні взяв участь у 34 іграх, відзначившись 21 забитими голами.
13 серпня 2013, у віці 18 років, півзахисник дебютував в молодіжній збірній Франції в товариському матчі з «молодіжкою» із Німеччини. А вже у наступному матчі на відбірковому етапі до чемпіонату Європи проти однолітків з Казахстану) (5:0) Яссін забив свій перший гол за «молодіжку».
У лютому 2016 Бенз'я оголосив про зміну громадянства та бажання виступати за збірну Алжиру. Його дебют у збірній відбувся 25 березня 2016 в матчі відбору на Кубок африканських націй 2017 проти Ефіопії, а перший гол він забив уже в другому матчі за Алжир — 2 червня проти Сейшельських Островів.
| Дата       | Місто      | Господарі           | Результат | Гості   | Турнір                                  | Голи | Примітки |
| ---------- | ---------- | ------------------- | --------- | ------- | --------------------------------------- | ---- | -------- |
| 25-3-2016  | Бліда      | Алжир               | 7 – 1     | Ефіопія | Відбір до Кубка африканських націй 2017 | -    | 79'      |
| 2-6-2016   | Рош-Кайман | Сейшельські Острови | 0 – 2     | Алжир   | Відбір до Кубка африканських націй 2017 | 1    | 59'      |
| 12-10-2018 | Бліда      | Алжир               | 2 – 0     | Бенін   | Відбір до Кубка африканських націй 2019 | -    | 74'      |
| 17-11-2018 | Ломе       | Того                | 1 – 4     | Алжир   | Відбір до Кубка африканських націй 2019 | -    | 70'      |
| Усього     |            | Матчів              | 4         |         | Голів                                   | 1    |          |

## Титули і досягнення
- Володар Суперкубка Франції (1):

«Ліон»: 2012
- Чемпіон Азербайджану (3):

«Карабах»: 2022-23, 2023-24, 2024-25
- Володар Кубка Азербайджану (1):

«Карабах»: 2023-24